# カルロス・トシキ
カルロス・トシキ・タカハシ（Carlos Toshiki Takahashi、1964年4月7日 - ）は、ブラジル出身の歌手。
日系ブラジル人。血液型O型。プロデューサー藤田浩一の制作プロジェクト「1986オメガトライブ」及び「カルロス・トシキ＆オメガトライブ」の元リードボーカル。鷹橋敏輝（本名漢と読みは同じ）の芸名でも活動した。現在はソロとして活動中。

## プロフィール
ブラジル南部にあるパラナ州マリンガ出身。レストラン経営をする日本人の父と日系人の母の元で育つ。幼少時代はアメリカンポップスから日本の歌謡曲まで幅広く聞いて過ごし、小学校時代はコーラス部に所属。9歳時にパラナ州歌謡大賞・童謡の部で優勝、ブラジル歌謡協会主催の全ブラジルに出場し16歳時に少年の部で優勝、17歳時に青年の部で西城秀樹の「ブルースカイ ブルー」を歌い優勝するなどの経歴を持ち、ブラジルの日系人社会では「歌のうまいトシキ」として有名であった。
1982年に来日し、CARLOS名義でソロのシングル盤「ルシア」でデビューする。1985年、社長の急逝による所属事務所の廃業に伴いインディーズとして活動するなか、音楽プロデューサーであり芸能事務所「トライアングルプロダクション」の経営者である藤田浩一にデモテープが届き、同事務所と契約。当初はソロでの活動を予定していたが、杉山清貴の脱退が決まっていたオメガトライブの後任ボーカルを探していた藤田浩一はカルロスの歌声を聞き、有力候補としてレッスンを受けさせる。新生オメガトライブのボーカルとして内定し、さらにボイストレーニングに加え日本語の勉強なども施して、1986年に「1986オメガトライブ」のデビューにいたった。初のTV出演は『おはようスタジオ』で「小鹿のバンビ」をア・カペラで歌っていた。バンドデビュー後は「君は1000%」などのヒット曲を次々とリリース。歌番組においては、ステップを踏みながら歌う姿が特徴的であった
1988年、バンド名は「カルロス・トシキ＆オメガトライブ」に改称した。1991年にカルロス・トシキ＆オメガトライブは解散、ソロ活動を開始する。1994年にシングル「FOREVER」発売を機に鷹橋敏輝と改名し独立する。1995年にアルバム『Shake It Down』発売後、同年、鷹橋のCDに記載されている、INES MUSICA内、鷹橋敏輝ファンクラブの時間外限定のテレホンサービスにおいて、スタッフからカルロスの結婚が発表された。その後、椎間板ヘルニアを患い、静養のために帰国し、音楽活動を休止する。
2000年『あの人は今!?』にテレビ出演、ブラジルでレストランを経営している様子が放送され、緊急来日して大ヒット曲「君は1000%」と「アクアマリンのままでいて」を歌唱した。さらに2010年、フジテレビ系列『大追跡!あのニュースの続き』に出演し、ブラジルの品種改良会社「テクノ・プランタ」の責任者であることが報じられ、10年ぶりに再び「君は1000%」を歌唱した。
2005年3月9日、ファンサイト『カルロストシキUNOFFICIAL WEBSITE』(管理人HIROAKI、シンイチ、ゆうちゃん)の呼びかけを中心とした署名活動により、1986オメガトライブ・カルロス・トシキ&オメガトライブより発売された楽曲が全曲収録されたCD＋PVや『歌のトップテン』に出演した時の映像を納めたDVDを収めた『COMPLETE BOX "Our Graduation"』が発売される。
2017年2月から3月にかけ、横浜公演を皮切りに、東京、横浜、名古屋、大阪、福岡を巡るデビュー30周年記念ライブ・全国ツアーを遂行。同年3月8日放送のフジテレビの情報番組『ノンストップ！』の独占インタビューに応じ、静養のために帰国後暫くは音楽活動から離れて実家のレストランを手伝っていたこと、40歳を過ぎた頃に農業の道を志し、種苗会社に勤務する傍ら47歳でブラジルの国立大学に入学しバイオテクノロジーを学んだこと、ニンニクの品種改良を成功させ現地の雑誌に「ブラジルで最も偉大なニンニク・スペシャリストの一人」と特集されるまでになったことなどを語った。（ニンニク#生産地 ブラジルの説明）

## エピソード
- 『歌のトップテン』（日本テレビ）の最終回ではコメントを求められたが、番組名を間違って「僕、ブラジルでもこのザ・ベストテンを見てて」と言ってしまい、他のメンバーや出演者らからはやし立てられていた[要出典]。
- 『夜のヒットスタジオ』（フジテレビ）でマルシアと共演したときには、ポルトガル語で雑談をしていた。また、英語も堪能で、オメガトライブのメンバーであったジョイ・マッコイとは英語で会話をしていた。[要出典]
- 日本に来て間もない頃、蕎麦屋で「五目そば」が読めず「いつつめそば」と言ったところ店主に怪訝な顔をされたため、慌てて読める「ざるそば」に注文を変更した。その後しばらくは、その店では他のメニューが注文できない（読めない）ため、ざるそばばかり食べていた。[要出典]
- 好物はピラニアの天ぷらであることが、1986年の『ザ・ベストテン』（TBSテレビ）で判明している[7]。
- ラジオのヒットチャート番組でゲスト出演時、ファンからの葉書の名前を読むように頼まれた際、呼び捨てで列挙しだし、司会が少し慌てて敬称をつけるよう頼んだ。[要出典]

## ディスコグラフィ

### シングル
|                  | 発売日         | タイトル             | カップリング      | 規格      | 規格品番         | 発売元               | 備考 |
| CARLOS           | CARLOS         | CARLOS               | CARLOS            | CARLOS    | CARLOS           | CARLOS               | CARLOS |
| ---------------- | -------------- | -------------------- | ----------------- | --------- | ---------------- | -------------------- | --- |
| 1st              | 1982年 不明    | ルシア               | 哀愁のイパネマ    | EP 12cmCD | DI-5020 DCI15652 | ポリドール           | 正式な発売日は不明。このシングルは、1982年にブラジルで発売するため、約3000枚製作された。このシングルの発売後、所属していたプロダクションの社長が1985年に亡くなり、トライアングル・プロダクションへ移籍、その後オメガトライブの一員としてデビューした。後日、CD化され再販売された。 このシングルについて、クリス松村が自身の音楽番組『ミュージック・モア』にカルロスがゲスト出演した時にこのシングルを見せ、「日本に来た18歳の時に、生まれて初めてのレコーディングした曲。意味もわからず、カタカナの歌詞を必死に歌った。自分も持っていない。」とこのシングルのエピソードを話した |
| カルロス・トシキ |                |                      |                   |           |                  |                      | |
| 2nd              | 1991年11月28日 | 夜明けまでBORDERLESS | 孤独な天使        | 8cmCD     | WPDL-4266        | WEAジャパン          | |
| 3rd              | 1993年4月1日   | I Love Japan         | 優しすぎた人へ    | 8cmCD     | CODA-154         | 日本コロムビア       | |
| 4th              | 1993年10月21日 | PASSION              | Boy               | 8cmCD     | CODA-259         | 日本コロムビア       | |
| 5th              | 1994年2月1日   | 夢を見させて         | 午後の事情        | 8cmCD     | CODA-302         | 日本コロムビア       | |
| 鷹橋敏輝         |                |                      |                   |           |                  |                      | |
| 6th              | 1994年9月16日  | FOREVER              | Paris Night       | 8cmCD     | TODT-3313        | 東芝EMI / TM FACTORY | |
| 7th              | 1995年2月22日  | 遠い夢               | 君が居て 僕が居た | 8cmCD     | TODT-3456        | 東芝EMI / TM FACTORY | |
| 8th              | 1995年5月10日  | Tell Me              | 謎                | 8cmCD     | TODT-3468        | 東芝EMI / TM FACTORY | カルロス・トシキの最後のシングル。 |

#### アルバム
|                           | 発売日           | タイトル                      | 規格             | 規格品番         | 発売元               | 備考                                                                           |
| カルロス・トシキ          | カルロス・トシキ | カルロス・トシキ              | カルロス・トシキ | カルロス・トシキ | カルロス・トシキ     | カルロス・トシキ                                                               |
| ------------------------- | ---------------- | ----------------------------- | ---------------- | ---------------- | -------------------- | ------------------------------------------------------------------------------ |
| 1st                       | 1991年12月21日   | Emotional〜右側のハートたちへ | CD               | WPCL-621         | WEAジャパン          |                                                                                |
| 2nd                       | 1993年3月1日     | Alquimist                     | CD               | COCA-10631       | 日本コロムビア       |                                                                                |
| 3rd                       | 1994年5月21日    | どうしてだろう                | CD               | COCA-11755       | 日本コロムビア       |                                                                                |
| 鷹橋敏輝                  |                  |                               |                  |                  |                      |                                                                                |
| 4th                       | 1995年6月28日    | Shake It Down                 | CD               | TOCT-8942        | 東芝EMI / TM FACTORY |                                                                                |
| カルロス・トシキ          |                  |                               |                  |                  |                      |                                                                                |
| 5th                       | 2000年           | Carlos                        | CD               | RT01             | インディーズ         | アルバム未発表曲を含んだ自主制作アルバムであり、芸能活動最後のアルバムである。 |
| カルロス・トシキ & B-EDGE |                  |                               |                  |                  |                      |                                                                                |
| 6th                       | 2018年2月21日    | ノヴァ・ノスタルジーア        | CD               | VSCD-3216        | VIVID SOUND          |                                                                                |

#### ビデオ
MARINGA〜CARLOS TOSHIKI〜　FC限定
Acoustic　Special　FC限定　（1992年）

### タイアップ曲
| PASSION           | Jリーグオフィシャルビデオ「Jリーグ’93フルマッチ」テーマ・ソング |
| Cross Shadow      | Jリーグオフィシャルビデオ「Jリーグ’93フルマッチ」テーマ・ソング |
| 夢を見させて      | テレビ東京系「TVチャンピオン」エンディングテーマ                |
| 鷹橋敏輝          |                                                                 |
| FOREVER           | フジテレビ・東海テレビ系連続ドラマ「愛の天使」主題歌            |
| 遠い夢            | テレビ東京系「ニョキニョキ植物王国」エンディングテーマ          |
| 君が居て 僕が居た | テレビ東京系「昼どきっ!見聞録」エンディングテーマ               |
| Tell Me           | テレビ東京系「開運!なんでも鑑定団」エンディングテーマ           |

## ラジオ番組
- OMEGA TRIBEの青春1000%（1986年10月12日 文化放送）
- カルロス・トシキ＆オメガトライブの今日もBe With You!!（文化放送）
- コーク・サウンドシャッフル（HFM、FMY、V-airにて放送された）
- オラ！アミーゴス

## その他の出演
- キモチいい恋したい!（ドラマ、カルロス・トシキ名義、1990年放映） カルマス皇太子
- ミュージック・モア（2019年10月26日、TOKYO MX）

## 書籍
- ふたりのカルロス（1988年7月1日 ソニーマガジン社発行）